# Charles Herbert (1743-1816)
Charles Herbert (1743-1816) est un officier de la Royal Navy et un homme politique britannique qui siège à la Chambre des communes à deux reprises entre 1775 et 1816.

## Biographie
Il est le deuxième fils de l'hon. William Herbert et son épouse Catherine Elizabeth Tewes d'Aix-la-Chapelle et est baptisé le 28 mai 1743. Il a probablement fait ses études au Collège d'Eton de 1753 à 1754, avant de rejoindre la Royal Navy en tant que lieutenant en 1761, commandant en 1765 et capitaine 1768. Il épouse Lady Caroline Montagu, fille de Robert Montagu (3e duc de Manchester) le 17 juillet 1775 ,.
Il est désigné comme député de Wilton par Henry Herbert (10e comte de Pembroke) à une élection partielle le 20 février 1775. De 1775 à 1780, il soutient l'administration et prend sa retraite à 1780 .
En 1777, il est nommé valet de la chambre à coucher du Roi et occupe ce poste jusqu'à sa mort. Il est secrétaire du Lord chambellan de 1782 à 1783. Aux élections générales de 1807 George Herbert (11e comte de Pembroke), le nomme à Wilton à la place de son neveu et homonyme, qui siège avec l'opposition. Le 7 mars 1808, il demande sans succès au roi de devenir le maître des robes. Il est réélu député de Wilton en 1812 .
Herbert est décédé le 5 septembre 1816 .